# Diocesi di Mansa
La diocesi di Mansa (in latino: Dioecesis Mansaensis) è una sede della Chiesa cattolica in Zambia suffraganea dell'arcidiocesi di Kasama. Nel 2021 contava 338.101 battezzati su 1.122.500 abitanti. È retta dal vescovo Patrick Chisanga, O.F.M.Conv.

## Territorio
La diocesi comprende l'intera provincia di Luapula nello Zambia.
Sede vescovile è la città di Mansa, dove si trova la cattedrale dell'Assunzione di Nostra Signora.
Il territorio è suddiviso in 30 parrocchie.

## Storia
La prefettura apostolica di Fort Rosebery fu eretta il 10 luglio 1952 con la bolla Ut qui sacris di papa Pio XII, ricavandone il territorio dal vicariato apostolico di Banguelo (oggi arcidiocesi di Kasama).
Il 3 gennaio 1961 la prefettura apostolica fu elevata a diocesi con la bolla Venerabiles Fratres di papa Giovanni XXIII.
Il 22 novembre 1967 ha assunto il nome attuale.

## Cronotassi dei vescovi
Si omettono i periodi di sede vacante non superiori ai 2 anni o non storicamente accertati.
- René-Georges Pailloux, M.Afr. † (7 novembre 1952 - 3 luglio 1971 dimesso)
- Elias White Mutale † (3 luglio 1971 - 17 settembre 1973 nominato arcivescovo di Kasama)
- James Mwewa Spaita † (28 febbraio 1974 - 3 dicembre 1990 nominato arcivescovo di Kasama)
  - Sede vacante (1990-1993)
- Andrew Aaron Chisha (1º luglio 1993 - 15 gennaio 2009 ritirato)
  - Sede vacante (2009-2013)
- Patrick Chisanga, O.F.M.Conv., dal 30 novembre 2013

## Statistiche
La diocesi nel 2021 su una popolazione di 1.122.500 persone contava 338.101 battezzati, corrispondenti al 30,1% del totale.
| anno | popolazione | popolazione | popolazione | presbiteri | presbiteri | presbiteri | presbiteri                | diaconi | religiosi | religiosi | parrocchie |
| anno | battezzati  | totale      | %           | numero     | secolari   | regolari   | battezzati per presbitero | diaconi | uomini    | donne     | parrocchie |
| ---- | ----------- | ----------- | ----------- | ---------- | ---------- | ---------- | ------------------------- | ------- | --------- | --------- | ---------- |
| 1970 | 111.127     | 442.710     | 25,1        | 55         | 8          | 47         | 2.020                     |         | 58        | 37        |            |
| 1980 | 146.000     | 514.000     | 28,4        | 41         | 5          | 36         | 3.560                     |         | 46        | 41        | 12         |
| 1990 | 180.730     | 513.600     | 35,2        | 44         | 19         | 25         | 4.107                     |         | 31        | 45        | 13         |
| 1999 | 327.587     | 700.500     | 46,8        | 43         | 28         | 15         | 7.618                     |         | 18        | 83        | 16         |
| 2000 | 463.047     | 918.000     | 50,4        | 45         | 29         | 16         | 10.289                    |         | 19        | 73        | 16         |
| 2001 | 388.396     | 1.000.000   | 38,8        | 45         | 30         | 15         | 8.631                     |         | 16        | 68        | 16         |
| 2002 | 388.396     | 1.000.000   | 38,8        | 51         | 38         | 13         | 7.615                     |         | 15        | 80        | 16         |
| 2003 | 403.511     | 988.249     | 40,8        | 54         | 39         | 15         | 7.472                     |         | 17        | 77        | 16         |
| 2004 | 474.252     | 927.197     | 51,1        | 50         | 35         | 15         | 9.485                     |         | 20        | 75        | 16         |
| 2007 | 479.000     | 1.000.000   | 47,9        | 50         | 40         | 10         | 9.580                     | 6       | 12        | 82        | 18         |
| 2013 | 447.000     | 1.196.000   | 37,4        | 54         | 45         | 9          | 8.277                     |         | 10        | 82        | 16         |
| 2016 | 480.000     | 1.284.000   | 37,4        | 56         | 47         | 9          | 8.571                     |         | 13        | 100       | 23         |
| 2019 | 331.327     | 1.063.798   | 31,1        | 56         | 48         | 8          | 5.916                     |         | 10        | 90        | 27         |
| 2021 | 338.101     | 1.122.500   | 30,1        | 74         | 56         | 18         | 4.568                     |         | 21        | 99        | 30         |